# Cyrtostylis robusta
Cyrtostylis robusta är en orkidéart som beskrevs av David Lloyd Jones och Mark Alwin Clements. Cyrtostylis robusta ingår i släktet Cyrtostylis, och familjen orkidéer. Inga underarter finns listade i Catalogue of Life.